# Gustav Adolf Knittel
Gustav Adolf Knittel (* 10. März 1852 in Freiburg im Breisgau; † 17. Mai 1909 ebenda) war ein deutscher Bildhauer.

## Leben
Der Sohn des Bildhauers Josef Alois Knittel wurde zunächst von seinem Vater ausgebildet und studierte danach an der Kunstakademie Karlsruhe bei Carl Steinhäuser, einem Schüler von Christian Daniel Rauch und einem Freund von Bertel Thorvaldsen. Ab November 1872 folgten Studien an der Kunstakademie München bei Joseph Knabl, wo er eine viel beachtete Kolossalstatue August von Werders fertigte. Danach wurde er Meisterschüler von Karl Friedrich Moest in Karlsruhe, wo er an den Figuren für das Siegesdenkmal in Freiburg im Breisgau mitarbeitete. Als Knittels Vater starb, schuf Gustav Adolf Knittel (vermutlich in Zusammenarbeit mit seinem Bruder Berthold Knittel) das Grabmal für das Familiengrab auf dem Freiburger Hauptfriedhof.

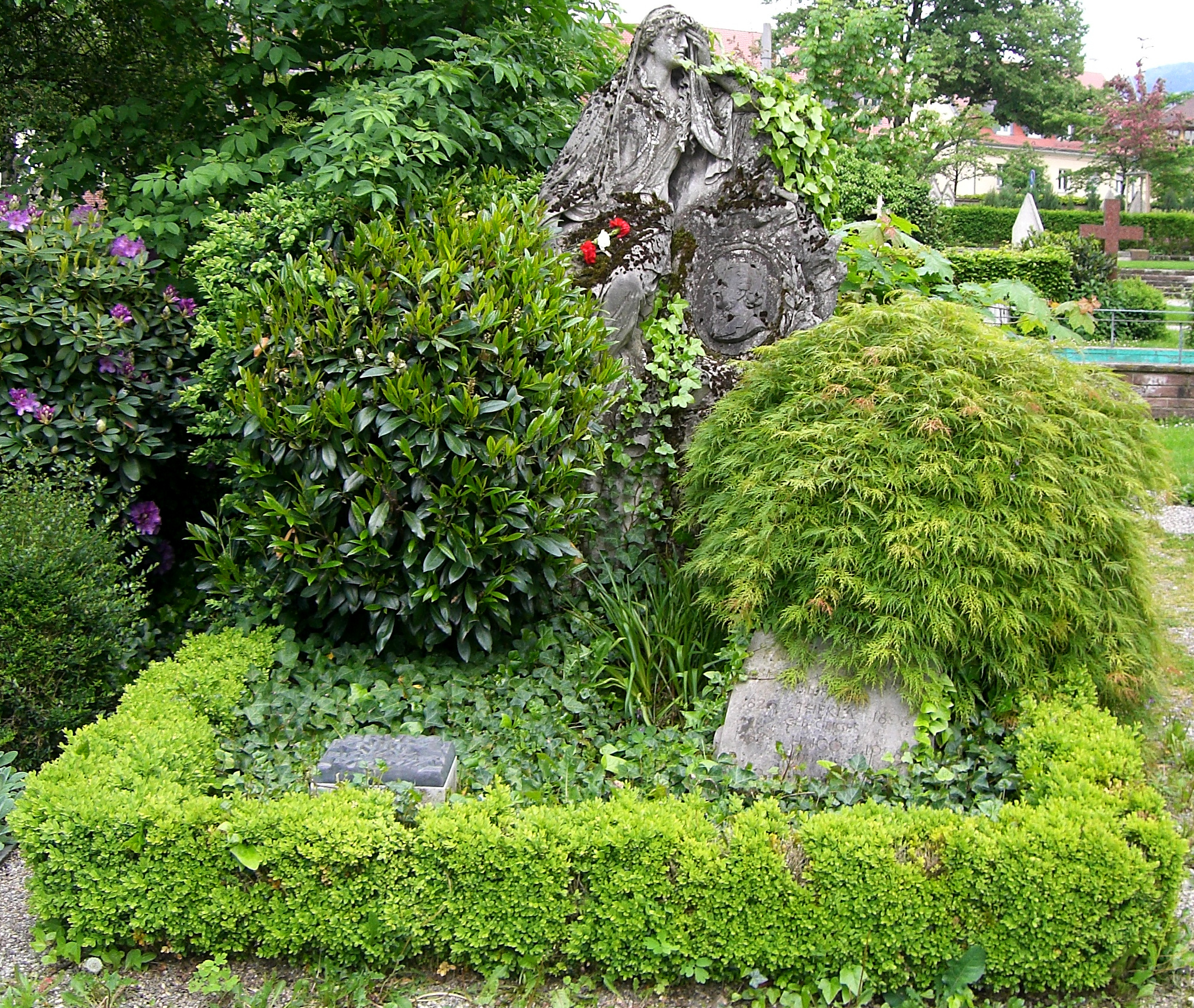
Grabmal der Familie Knittel

Nach kurzer Tätigkeit am Kölner Dom unter Peter Fuchs 1876–1877 kehrte Knittel wieder nach Freiburg zurück. Begleitet wurde er von seiner Ehefrau Maria (geborene Gsell), die er in Karlsruhe kennengelernt und 1876 geheiratet hatte. 1893 scheiterte er mit seinem Vorhaben, ein privat finanziertes Denkmal für den Freiburg Stadtschreiber Franz Ferdinand Meyer zu errichten. Offenbar warfen ihm Bezirksamt und Stadtrat vor, eher sein finanzielles Interesse als die Ehrung Meyers im Sinn gehabt zu haben. Im selben Jahr wurde er mit der Erstellung einer Denkmalbüste des Historikers Heinrich Schreiber beauftragt, da er im Besitz einer Totenmaske Schreibers war. Die ursprüngliche Marmorbüste wurde 1896 durch Unbekannte stark beschädigt und 1897 durch eine Bronzebüste ersetzt. 1895 schuf er für den Stadtteil Stühlinger eine 2,40 m hohe Figurengruppe.

„Diese Gruppe besteht in einer lebensgroßen Friburgia, die zur Rechten einen trotzigen munteren Knaben, den Gewerbefleiß darstellt, die erschlossenen und noch zu erschließenden Gefilde zeigt. Zur Linken steht ein zweiter Knabe, einen Spaten in der Hand, im Begriff, das Land zur Weiterentwicklung umzugraben.“

Die Figurengruppe wurde auf Wunsch des Lokalvereins Stühlinger sowie der Stühlinger Unternehmer Julius Brenzinger und Berthold Welte am östlichen Ende des Stühlinger Kirchplatzes errichtet. Knittel fertigte lediglich das Tonmodell und beauftragte den Freiburger Bildhauer Wilhelm Wintermantel mit der Ausführung.
Vermutlich aufgrund der Konkurrenz durch seinen erfolgreichen Kollegen Julius Seitz arbeitete Knittel ab 1896 im lothringischen Metz. Dort arbeitete er am Portal der Kathedrale Saint-Étienne, fertigte Büsten von Albert Calmette und Jules Ferry für die Stadthalle sowie eine Büste von Heinrich von Stephan für das Postamt. 1898 scheiterte er sowohl gegen Seitz im Wettbewerb um die Denkmäler auf der Schwabentorbrücke als auch mit einem Entwurf für die Figuren an der Fassade des Rathauses. Diese wurden durch den Karlsruher Fridolin Dietsche ausgeführt. Ob Knittel, wie sein Sohn Adolf Gustav behauptete, der Schöpfer der beiden Figuren neben der Uhr des Goethe-Gymnasiums war, ist fraglich. Dass sie von Julius Seitz stammen, wie dessen Tochter behauptete, ist zumindest dadurch plausibel, dass zwei der Nischenfiguren am Gebäude von ihm signiert wurden. Allerdings schuf auch Knittel zwei weibliche Allegorien für die Seitenfassaden.
Knittel schuf die am 18. August 1899 eingeweihte König-Wilhelm-Rast am Westrand des lothringischen Dorfs Rezonville, wo der preußische König und spätere Kaiser Wilhelm I. 1871 die Nachricht vom siegreichen Ende der Schlacht von Gravelotte erhalten hatte. Für die Gedenkhalle der Gefallenen dieser Schlacht in Gravelotte fertigte Knittel 14 Reliefs von Heerführern und Generälen und wurde dafür mit dem preußischen Kronenorden ausgezeichnet.
1907 kehrte Knittel wieder nach Freiburg zurück, wo er an der Münsterbauhütte und vermutlich auch am Neubau des Freiburger Stadttheaters wirkte. Ende des Jahres besserte er die drei Säulen vor dem Münster aus. 1909 erlag er mit nur 57 Jahren einem Herzinfarkt während der Arbeit an einer Büste des preußischen Generalfeldmarschalls Gottlieb von Haeseler, die in Metz aufgestellt werden sollte.
Knittels Söhne waren ebenfalls künstlerisch in Freiburg aktiv: Hugo Knittel als Bildhauer und Adolf Gustav Knittel (* 30. November 1880) nach kaufmännischer Ausbildung als Gebrauchsgrafiker und Maler.

## Werke

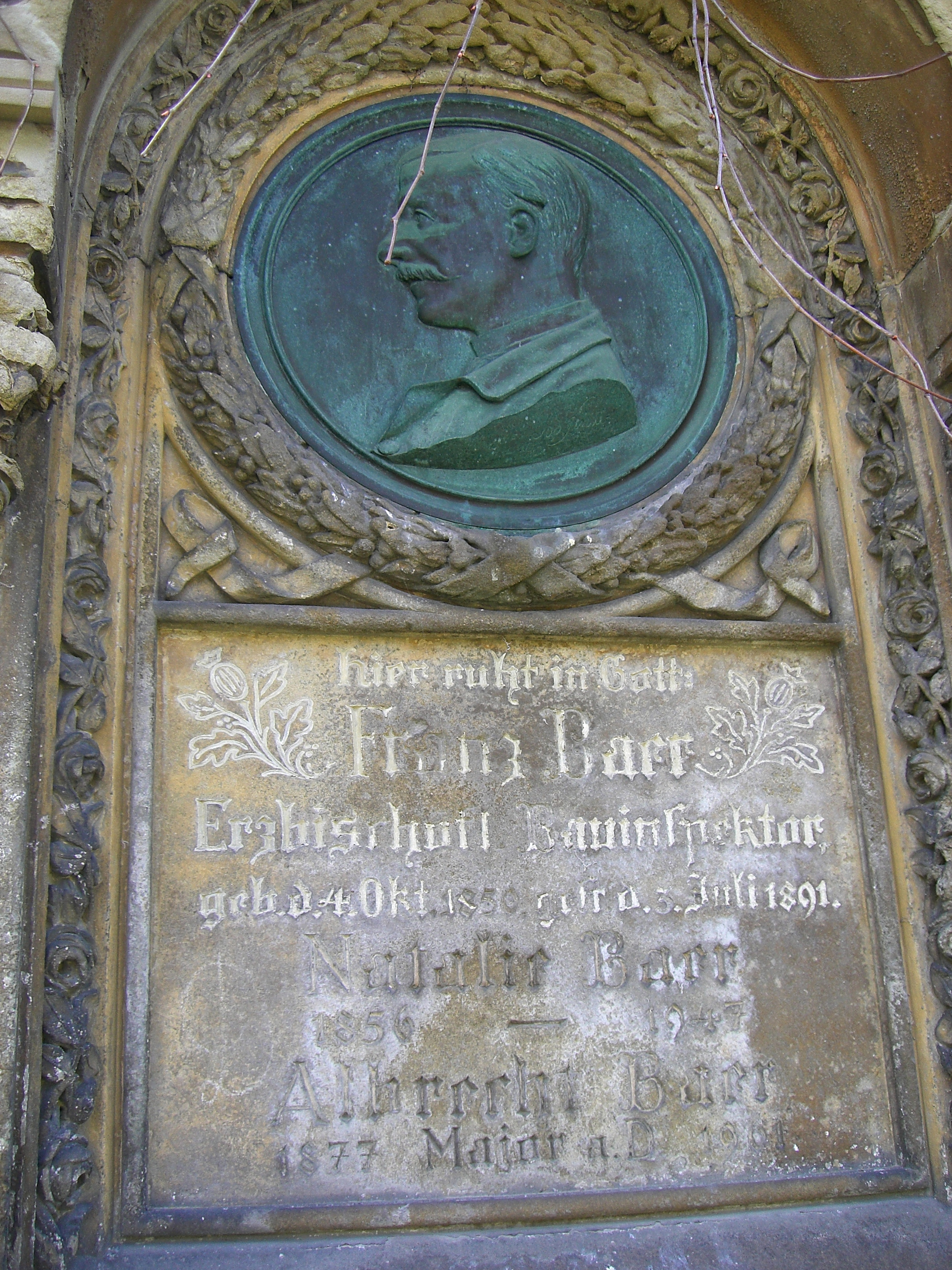
Grabmal für Franz Baer

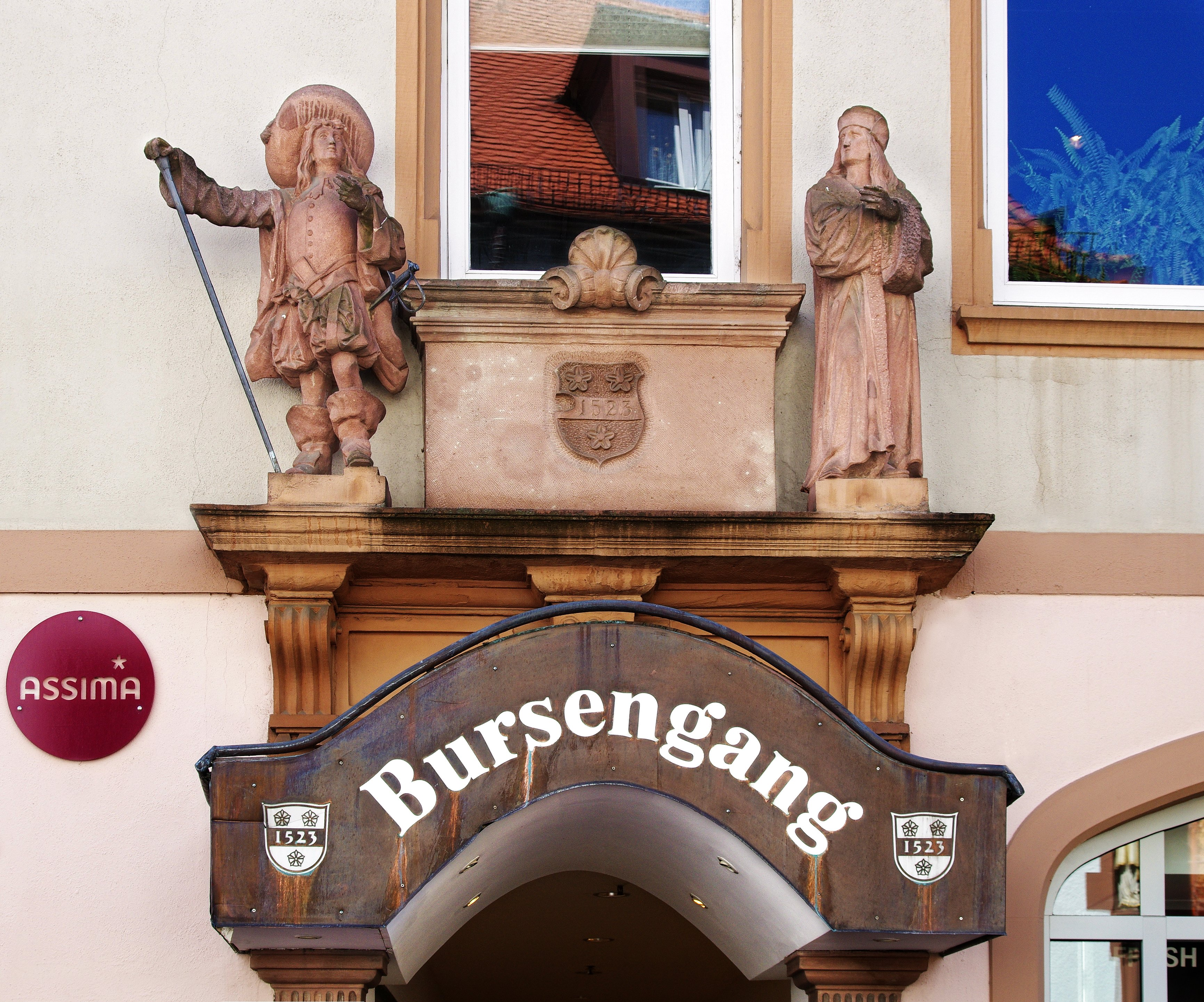
Figuren am Portal zum Bursengang

- Büste des Dichters Joseph Victor von Scheffel in Karlsruhe aus dem Leben (1877)[2]
- Büste des Generalarztes Bernhard von Beck in Freiburg[2]
- Büste des Geheimen Hofrats Wilhelm Jakob Behaghel[2]
- Maria Immaculata über der Segenspforte an der südlichen Vorhalle des Freiburger Münsters (1883)[2]
- Statue des Freiburger Erzbischofs Johann Baptist Orbin in der Lochererkapelle des Freiburger Münsters (1887)
- Statue des Freiburger Weihbischofs Lothar von Kübel in der Konviktkirche (1891, zerstört)
- Denkmalbüste des Historikers Heinrich Schreiber (1893)
- Figurengruppe mit Friburgia im Stühlinger (1895)
- König-Wilhelm-Rast bei Rezonville (1899)
- Säulen vor dem Freiburger Münster (Wappen, Schaftoberteile, Kapitelle) sowie Statue des Heiligen Alexanders[10]
- Grabmale auf dem Freiburger Hauptfriedhof
  - Familie Marbe
  - Zahnarzt Günther
  - erzbischöflicher Baudirektor Franz Baer (Bronzeportrait, Ornamentik des Grabsteins von Wilhelm Walliser)[11]
  - Christian Jakob August von Berstett[12]
- Büste des badischen Großherzogs Friedrich I.
- Denkmal für Generalmajor Ernst von Craushaar (1815–1870) bei Saint-Privat im Auftrag des sächsischen Königs
- Figuren Gelehrter und Student am Eingang zum Bursengang in Freiburg (nach einem Entwurf von Fritz Geiges)